# Sofía Mulánovich
Sofía Mulánovich, de son nom complet Inés Sofía Mulánovich Aljovín, est une surfeuse professionnelle péruvienne, née le 24 juin 1983 dans le district de Punta Hermosa (es) à Lima.

## Biographie
Elle débute dans le championnat du monde de surf en 2003 et devient championne du monde en 2004.
Elle est la première surfeuse péruvienne à remporter une épreuve WCT et la première Sud-Américaine à jamais gagner le titre mondial WCT en effet en 2004, elle a remporté trois des sept événements et terminé la saison championne du monde. Elle est parrainée par Roxy.
Le 27 juillet 2007, Mulanovich a été intronisée au "Surfers Hall of Fame" pour le 10e anniversaire de celui-ci. Elle est la première sud-américaine à y rentrer.

## Palmarès

### Saison par saison
2009
- Copa Movistar Lima, Pérou (WQS)

2008
- Roxy Pro Gold Coast (WCT)

2007
- Vans Triple Crown of Surfing Champion
- Roxy Pro Hawaii (WCT)
- Rip Curl Girls Festival Europe (WCT)

2005
- SPC Fruit Pro, Bells Beach (WCT)
- Roxy Pro, Fiji (WCT)
- Roxy Pro, UK (WCT)

2004
- Roxy Pro, Fiji (WCT)
- Billabong Pro Teahupoo, Tahiti (WCT)
- Rip Curl Girls Festival Europe, France (WCT)

2003
- Roxy Pro, Hawaii (WQS)

2002
- Mr. Price Pro, South Africa (WQS)

1999-2002
- 4 fois consécutivement championne du Pérou

### Classements
| - 2008 : 3 - 1 victoire - 2007 : 2 - 2 victoires - 2006 : 5 - 2005 : 2 - 3 victoires - 2004 : 1 Championne - 3 victoires - 2003 : 7 et "Rookie of the year" | - 2008 : - 2007 : - 2006 : - 2005 : - 2004 : - 2003 : 2 - 2002 : 2 accédant ainsi au WCT |

### Autres Honneurs
- 2005-2008 N°1 Surfeuse du Monde, Surfer Poll Award
- 2007 Entrée au "Surfers Hall of Fame"
- 2003 Top5 Femme Surfeuse du "Surfer Poll Award"
- 2002 Élue par "Surfer Magazine" comme Femme N°1

## Vie privée
Le 7 mai 2020, elle annonce la naissance de son fils prénommé Theo, avec la photographe vénézuélienne Camila Toro.